# Alexis Tourtelot
Alexis Tourtelot, né le 26 mai 1979, à Saint-Dizant-du-Gua, est un coureur cycliste français.

## Biographie
Charentais d'origine, Alexis Tourtelot commence la compétition cycliste en catégorie minime (moins de 15 ans). Il débute en première catégorie en 1999. Cycliste amateur, il comptabilise une centaine de victoires, pour la plupart obtenues sur des critériums et nocturnes, en particulier dans le Sud-Ouest. Il a notamment remporté le Tour des Landes 2010 ou le titre de champion de France des territoriaux en 2011. Il a également gagné diverses courses en Afrique ou en Outre-Mer sous les couleurs du Club de la Défense.
Après une saison 2016 qu'il juge « moyenne », il redescend en deuxième catégorie en 2017.

## Palmarès
- 2008
  - Ronde de la Côle
- 2009
  - 9e étape du Tour de Nouvelle-Calédonie
- 2010
  - Tour des Landes :
    - Classement général
    - 2e étape

  - 2e et 8e étapes du Tour de Madagascar
  - 3e du Tour de Madagascar
- 2011
  -  Champion de France des territoriaux
  - 4e et 9e étapes du Tour du Togo
  - 6e étape de la Boucle du coton
  - Prologue (contre-la-montre par équipes), 3e, 5e et 10e étapes du Tour de Madagascar
  - 2e du Grand Prix de Tours
  - 2e du Tour de Madagascar
- 2012
  - 5e et 8e étapes du Tour du Togo
  - Grand Prix de Monpazier
  - 2e et 6e étapes du Tour de Madagascar
  - 3e du Tour de Madagascar
- 2013
  - 2e étape des Boucles Nationales du Printemps
  - 6e étape du Tour de Nouvelle-Calédonie
  - 3e du Tour du Togo
- 2015
  - 4e étape du Tour de la République démocratique du Congo
- 2016
  - 1re et 4e étapes du Tour de la République démocratique du Congo

## Classements mondiaux
| Année           | 2018 |
| --------------- | ---- |
| UCI Africa Tour | 260e |